# Nemanja Milunović
Nemanja Milunović (szerbül: Немања Милуновић; Čačak, 1989. május 31. –) szerb labdarúgó, a török Alanyaspor hátvédje.

## Pályafutása
A Borac Cacak csapatában kezdete pályafutását, azonban itt kevés lehetőséget kapott, ezért többször is kölcsönbe, a másodosztályú Mladost Lucani csapatához került. 2011-ben végleg ehhez a csapathoz igazolt, akikkel 2014-ben feljutott a szerb első osztályba. 2015-ben a fehérorosz BATE Bariszav csapatához szerződött, itt négy bajnoki címet és egy fehérorosz kupát nyert, valamint szerepelt a BL-ben is, a 2015-16-os szezonban a Bayer Leverkusen ellen pedig ő szerezte csapata egyenlítő gólját a 4-1-re elveszített meccsen. 2019 januárjában a szerb Crvena Zvezda csapatához igazolt, ahol első évében bajnoki címet nyert a csapattal, a 2019-20-as Bajnokok Ligája csoportkörében pedig az Olimpiakosz ellen 3-1-re megnyert mérkőzésen ő szerezte csapata második gólját.

### A válogatottban
A szerb válogatottban először 2016. május 25-én, Ciprus ellen szerepelt, első gólját pedig hat nappal később, az Izraeli labdarúgó-válogatott ellen 3-1-re megnyert meccsen szerezte.

## Sikerei

### Klubcsapatban

#### BATE Bariszav
- Fehérorosz bajnokság: 2015, 2016, 2017, 2018
- Fehérorosz Kupa-győztes: 2014–15
- Fehérorosz Szuperkupa-győztes: 2015, 2016, 2017

#### FK Crvena zvezda
- Szerb bajnokság: 2018–19, 2019–20, 2020–21
- Szerb kupa: 2020–21